# Near East Foundation

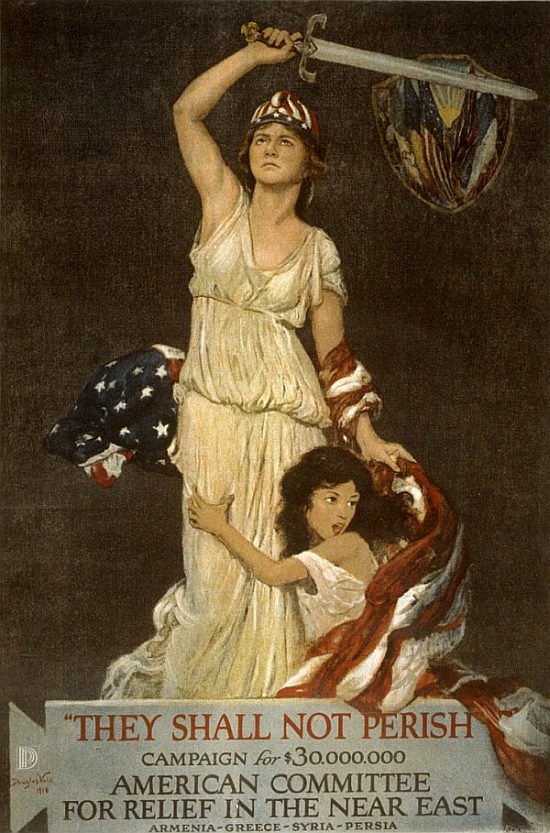
Plakat der Nahost-Stiftung gegen den Hunger

Die Near East Foundation (NEF), früher Near East Relief (NER), türkisch Yakın Doğu Amerikan Yardım Heyeti, englisch American Committee for Relief in the Near East, ist ein 1915 als Stiftung gegründeter Entwicklungsträger. Die Stiftung war früher auch als Ermenilere ve Süryanilere Amerikan Yardım Heyeti (englisch American Committee for Armenian and Syrian Relief) bekannt.
Der Sitz der Stiftung wechselte 2010 von Manhattan an die Syracuse University im US-Bundesstaat New York, mit der ein enger Austausch durch Partnerprogramme besteht.
Die Organisation begann im Jahre 1915, als Cleveland H. Dodge eine Gruppe von New York-Führern zur Gründung der Near East Relief führte, eine Antwort auf die dringende Bitte des Botschafters in Konstantinopel, Henry Morgenthau, für das Zuhilfekommen bei der Rettung von Opfern des Völkermords an den Armeniern und der Vertreibung der Griechen Kleinasiens und weiterer Deportationen von 1915. Im Jahre 1930 wurde die NER in Near East Foundation umbenannt.

## Leitung
- Präsident: Charles Benjamin
- Vizepräsident: Lucy Berkowitz
- Programmmanager: Joanna Palmer
- Programmdirektor: Sarah Peterson
- Gremiumsvorsitz: Shant Mardirossian